# Joaquim Rifé
Joaquim Rifé Climent (Barcellona, 4 febbraio 1942) è un allenatore di calcio ed ex calciatore spagnolo.

## Carriera

### Giocatore
È stato capitano del Barcellona, con cui giocò dal 1963 al 1976.
Ha disputato 4 partite con la Spagna, segnando un gol nella gara d'esordio contro la Svezia il 28 febbraio 1968.

### Allenatore
Dopo il suo ritiro dal calcio giocato, subentrò al posto di Lucien Muller come allenatore del Barcellona nel corso della stagione 1978-1979, portandola a vincere la Coppa delle Coppe, per poi essere a sua volta sostituito da Helenio Herrera durante la stagione 1979-1980. Verso la fine della stagione 1980-1981 allenò il Levante.

## Palmarès

### Giocatore
- Campionato spagnolo: 1

Barcellona: 1973-1974
- Coppa di Spagna: 2

Barcellona: 1967-1968, 1970-1971
- Coppa delle Fiere: 2

Barcellona: 1965-1966, Finale per l'assegnazione del trofeo (1971)

### Allenatore
- Coppa delle Coppe: 1

Barcellona: 1978-1979